# Sarda (zoologia)

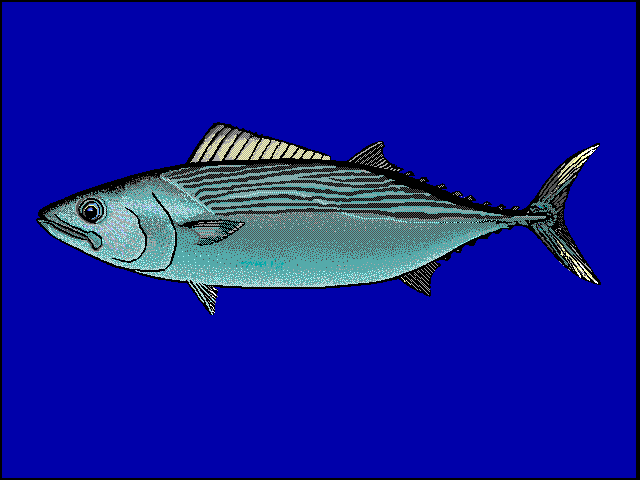
S. orientalis

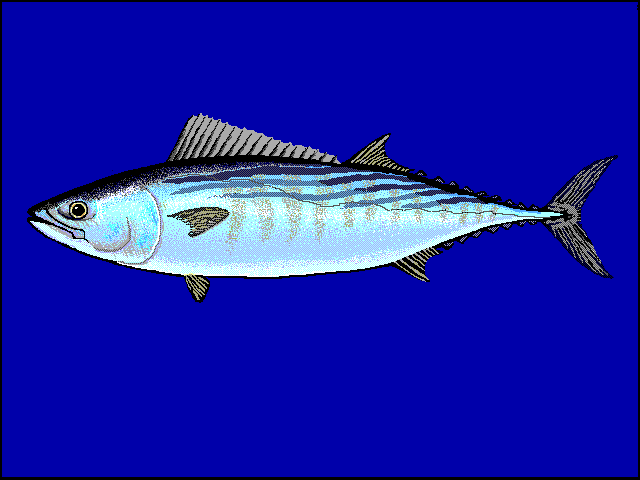
S. chiliensis

Sarda è un genere di pesci ossei marini appartenenti alla famiglia Scombridae.

## Distribuzione e habitat
Questi pesci sono diffusi in tutti gli oceani soprattutto nelle fasce temperate e subtropicali. Nel mar Mediterraneo è comune la specie Sarda sarda o palamita.
Sono pesci pelagici che si possono trovare, però, anche vicini alle coste.

## Specie
- Sarda australis
- Sarda chiliensis
- Sarda lineolata
- Sarda orientalis
- Sarda sarda